# Bernard Makuza
Bernard Makuza, ruandski politik in veleposlanik, * 30. september 1961.
Makuz je bil predsednik vlade Ruande od 8. marca 2000, do 7. oktobra 2011.
Pred prevzemom premierske funkcije je bil veleposlanik Ruande v Burundiju in v Nemčiji. 